# Shmurda She Wrote
Singles
1. Hot Nigga
Sortie : 25 juillet 2014
2. Bobby Bitch
Sortie : 30 septembre 2014

Shmurda She Wrote est un EP de Bobby Shmurda, sorti le 10 novembre 2014.
L'album s'est classé 5e au Top Rap Albums, 7e au Top R&B/Hip-Hop Albums et 79e au Billboard 200.

## Liste des titres
| No | Titre                                                             | Contient un (des) sample(s) de                              | Durée |
| -- | ----------------------------------------------------------------- | ----------------------------------------------------------- | ----- |
| 1. | Worldwide Nigga (featuring Ty Real – Produit par Cardiak)         |                                                             | 3:09  |
| 2. | Hot Nigga (Produit par Jahlil Beats)                              | Jackpot de Jahlil Beats                                     | 3:14  |
| 3. | Bobby Bitch (Produit par Dondre et Kilo Murda)                    |                                                             | 2:40  |
| 4. | Living Life (featuring Rowdy Rebel – Produit par Jugo)            |                                                             | 2:28  |
| 5. | Wipe the Case Away (featuring Ty Real – Produit par Sha Money XL) | Free Angela (Thoughts... And All I've Got to Say) de Bayeté | 3:41  |